# دهستان دونگلگانگ
دهستان دونگلگانگ (به لاتین: Dunglegang Gewog) یک دهستان در کشور بوتان است که در ناحیهٔ تسیرنگ واقع شده‌است.